# فيروس سابو
فيروس سابو هو جنس من الفيروسات ضمن عائلة فيروسات كاليسي حيث يعمل كل من الخنازير والبشر بمثابة مضيف طبيعي لهذه الفيروسات. ويوجد حالياً فصيلة واحدة من هذا الجنس وهي فيروس سابو.
يعد فيروس سابو وفيروس نوروالك هم الأسباب الأكثر شهرة لالتهاب المعدة والأمعاء الحاد في البالغين، وعلى عكس فيروسات نورو فإنه عادةً ما تسبب فيروسات سابو التهاب بسيط في المعدة والأمعاء للصغار. وتمت تسمية الفيروس بهذا الاسم تيمناً بسابورو في اليابان حيث تم اكتشاف الفيروس لأول مرة بعد اندلاع التهاب المعدة والأمعاء في الأطفال بدار الأيتام.

## التركيب
تعد فيروسات سابو من الفيروسات الغير مغلفة بالإضافة إلى شكل هندسي معين، يساوي القطر حوالي 27-40 نانومتر، كما أن الجينومات خطية وغير مجزأة، ويكون الطول حوالي 8.3 كيلوات قواعد جينية.
| الجنس      | التركيب            | التشابه | المغلف   | ترتيب الجينومات | تجزئة الجينوم |
| ---------- | ------------------ | ------- | -------- | --------------- | ------------- |
| فيروس سابو | شكل ذو سطوح هندسية | ت=3     | غير مغلف | خطي             | متتالية       |

## دورة الحياة
يتم النسخ الفيروسي في السيتوبلازم، ويتحقق الدخول إلى الخلية المضيفة عن طريق التعلق بالمستقبلات المضيفة والتي تتوسط الالتقام، ويتبع النسخ المتماثل طريقة الحمض النووي الريبوزي الموجب في الفيروسات، وفي حين أنه يتم النسخ بطريقة الحمض النووي الريبوزي الموجب فإن الترجمة تتم بواسطة طريقة الإنهاء وإعادة البدء، يعد كل من البشر والخنازير هم المضيف الطبيعي وتتمثل طرق العدوى غالباً عن طريق البراز.
| الجنس      | تفاصيل المضيف   | نوع الأنسجة   | تفاصيل الدخول           | تفاصيل الإنطلاق | موقع النسخ  | مكان التماثل | طرق النقل |
| ---------- | --------------- | ------------- | ----------------------- | --------------- | ----------- | ------------ | --------- |
| فيروس سابو | البشر; الخنازير | ظهارة الأمعاء | التقام مستقبلات الخلايا | التحلل          | السيتوبلازم | السيتوبلازم  | البراز    |

## التصنيف
المجموعة: شريط الحمض النووي الريبوزي الفردي.
يتم تصنيف فيروسات سابو إلى سبع مجموعات جينية (من ج1 وحتى ج9) استناداً إلى تسلسل كامل من المغلفات، وقد ثبت أن كل من ج1 و2 و4 و5 تصيب الإنسان.

## فيروسات الحيوانات
تم العثور على فيروسات سابو في الخفافيش، وأسود البحر الأسود، والكلاب، والخنازير، والمنك.